# Aktivní hlavová opěrka

Funkce aktivní opěrky hlavy

Aktivní hlavová opěrka je součástí vybavení automobilu. Její účelem je snížit nebezpečí závažného poranění krku, krční páteře a míchy, ke kterým dochází nejčastěji po nárazu do zadní části automobilu. 
Systém aktivních opěrek je zabudován v horních částech hlavových opěrek u předních sedadel v automobilu. Při nárazu je pasažér vtlačen do sedadla, tlakem při tom způsobí aktivaci aktivní opěrky hlavy. Pákový systém v tom okamžiku vysune hlavovou opěrku blíže k pasažérovu týlu, což zabrání prudkému záklonu hlavy a tím předejde zranění krční páteře.